# 清水敏孝
清水敏孝（日语：清水 敏孝，1968年12月15日—2003年11月1日），日本男演員、配音員。最終所屬Mausu Promotion。出身於埼玉縣。2003年11月1日去世，享年34歲。

## 繼任
在清水逝世後，配音員接任如下。
| 繼任     | 角色名            | 概要作品              | 繼任初次擔當作品                                |
| -------- | ----------------- | --------------------- | ----------------------------------------------- |
| 樫井笙人 | 木光二            | 《棋魂》              | 《棋魂特別篇：邁向北斗盃之路》                  |
| 加瀨康之 | 米格爾·阿爾瓦雷斯 | 《監獄風雲》          | 第5季                                           |
| 高木涉   | 艾迪              | 《搗蛋三傻》          | Cartoon Network自家廣告                         |
| 藤原啟治 | 爸爸B             | 《炸彈小新娘》        | 《decade ～Yukiru Sugisaki 10th Anniversary～》 |
| 吉野貴宏 | 劍齒虎            | 《X戰警：進化》       |                                                 |
| 宮園拓夢 | 銀尾              | 《通靈王 (2001年版)》 | 《通靈王 (2021年版)》                           |
| 最上嗣生 | 體罰上等官        | 《通靈王 (2001年版)》 | 《通靈王 (2021年版)》                           |
| 間宮康弘 | 拉吉姆            | 《通靈王 (2001年版)》 | 《通靈王 (2021年版)》                           |

## 演出

### 電視劇
- 身邊警護（日语：身辺警護 (テレビドラマ)）（1998年，日本電視台）

### 電視動畫
1998年
- 女惡魔人（樓層總監、H·A隊員）
- 危險調查員（舞者、司機、騎自行車的學生、肯道爾的手下）

1999年
- 傀儡師左近（保存會男子A、弟子、受理人員）
- 週刊故事樂園（日语：週刊ストーリーランド）（警官）
- 秀逗博士（高中生）
- 南海奇皇（日语：南海奇皇）（機師）
- 名偵探柯南（工作人員B）

2000年
- 真·女神轉生 惡魔之子（象惡魔B、侍從長）
- 名偵探柯南（鑑識人員D）
- 哆啦A夢 (大山羨代版)（軍人）
- 魯邦三世：1美元戰爭（日语：ルパン三世 1$マネーウォーズ）
- 六門天外（村人）

2001年
- 刃牙（播報員、花田、格鬥家）
- 彗星公主（青木）
- 通靈王 (2001年版)（銀尾、拉吉姆、體罰上等官、布拉姆洛、格林·加拉姆 等）
- 星界的戰旗II（乘員B、團員B）
- 辣妹當家（男性）
- 戰鬥陀螺（男）
- 第一神拳（釣客）
- 棋魂（木光二、美和、海王中學學生 等）
- 魔法少女貓（日语：魔法少女猫たると）（／假面男子C／三劍客C）

2002年
- 黄金筋肉（ハンマー·ムロウ）
- 人造人009 THE CYBORG SOLDIER（戰士1、男子2、=人·E）
- 十二國記（驃騎、縣令）
- 天地無用！GXP（魎呼的艦副官、教官、海賊頭目、不倒翁副官）
- 東京地底奇兵（衛兵）
- 火影忍者（卡多的手下）
- 巴狼1號（ユキヒロ）
- 魔王但丁（日语：魔王ダンテ）（克寧巴）
- 炸彈小新娘（爸爸〈Papa〉B、各國的Papa B）

2003年
- 最遊記RELOAD（妖怪）
- 變形金剛：微型傳說（銀河之力戰士）
- DEAR BOYS（宮原、老師）
- 人間交差點（學生B）

2004年
- 鐵人28號 (2004年版)（十字結社B）

### 電影動畫
2002年
- WXIII 機動警察[4]（2000年）
- 極速戰警eX-D the Movie（日语：エクスドライバー）（2000年）
- 人狼 JIN-ROH（2000年）
- 貓的報恩（2000年）
- 帕盧姆之樹（2000年，索盧族）
- 東京教父（2003年）
- NITABOH 仁太坊-津輕三味線始祖外聞（日语：NITABOH 仁太坊-津軽三味線始祖外聞）（2004年）

### OVA
- 快刀亂麻 THE ANIMATION（日语：快刀乱麻 雅）（1999年，門下弟子2）
- 銀河英雄傳說外傳 叛亂者（2000年）

### 遊戲
2001年
- 袋狼大進擊4 Crash Bandicoot：The Wrath of Cortex（炎之魔神）

2002年
- 通靈王 通靈者之魂（シルバーテイル、拉吉姆）
- 東京魔人學園外法帖血風錄（日语：東京魔人學園外法帖）（們天丸、柳生十兵衛、松平容保）

2003年
- 侍道2（日语：侍道2）（高沼之半左衛門）
- 通靈王 靈魂之戰（拉吉姆）

2004年
- 3年B班金八老師 成為傳說中的教師！（岩木龍二）[注 1]
- （拉吉姆）[注 2]

2005年
- 3年B班金八老師 成為傳說中的教師！完全版（岩木龍二）[注 1]

### 廣播劇CD
- 快打旋風ZERO3 廣播劇專輯（機師）

### 外語配音

#### 電影
- 愛情萬人迷（英语：200 Cigarettes）（餐廳主人）
- 你行我素（英语：A Life Less Ordinary）（沃特〈克里斯托弗·高哈姆〉）※朝日電視台版。
- 威爾史密斯之叱吒風雲 ※DVD版。
- 老大靠邊閃（英语：Analyze This）（Carl〈Neil Pepe〉）
- 王牌大賤諜
- 變腦
- 賓漢 ※東京電視台版。
- 惡夜追蹤（英语：Black Cadillac (film)）（C.J. LongHammer〈Josh Hammond〉）
- 黑鷹計劃（Gary Gordon〈尼可拉·科斯特-瓦爾道〉）
- 刀鋒戰士 ※VHS、DVD版。
- 大製騙家（英语：Bowfinger）（夜店俱樂部的清潔人員〈約翰·趙〉）
- 魅力四射（英语：Bring It On (film)）
- 連鎖反應（英语：Chain Reaction (film)） ※朝日電視台版。
- 女狼俱樂部（英语：Coyote Ugly (film)）
- 魔鬼毀滅者（James Haggerty〈Patrick Kilpatrick〉）※電視播出版。
- 747絕地悍將 ※電視播出版。
- 驚天動地60秒 ※影碟版。
- 玻璃樽
- 黑獄風雲（英语：Half Past Dead）
- 單挑（英语：He Got Game）（D'Andre Mackey〈Leonard Roberts〉）
- 千你奇緣（英语：Heartbreakers (2001 film)）
- 無情荒地有琴天 ※DVD版。
- 魔掌（英语：Idle Hands）
- 龍之吻 ※VHS、DVD版。
- 外籍兵團 ※影碟版。
- 月亮上的男人（英语：Man on the Moon (film)）
- MIB星際戰警2（機械的聲音）※劇院公映版。
- 玫瑰少年（英语：Ma vie en rose）（Ben〈Michael Cordera〉）
- 危險人物（英语：Payback (1999 film)） ※VHS、DVD版。
- 幽靈號潛艇（日语：ユリョン）
- 魚 ※朝日電視台版。
- 晶兵總動員 ※日本電視台版。
- 絕命殺陣 ※朝日電視台版。
- 對不起！駭到你（英语：Teaching Mrs. Tingle）
- 第六日（警官）※VHS版。
- 麥迪遜之橋 ※日本電視台版。
- 總有驕陽
- 絕世英豪（英语：The Count of Monte Cristo (2002 film)）
- 殺與捕 ※朝日電視台版。
- 玩命關頭 ※DVD版。
- 小子難纏3（英语：The Karate Kid Part III）（邁克·巴恩斯（英语：Mike Barnes (Karate Kid)）〈西恩·凱南（英语：Sean Kanan）〉）※DVD、BD版。
- 叛將風雲
- 最後的契約（英语：The Last Contract）
- 偷天遊戲（行政人員〈Daniel Southern〉）※影碟版。
- 鐵面無私 ※影碟版。
- 兇手正在看著你 ※影碟版。
- 這是我父親（英语：This Is My Father）
- 007：明日帝國 ※朝日電視台版。
- 迫切的任務（英语：True Crime (1999 film)）（Pussy Man〈Erik King〉）※影碟版。
- 烈愛灼身（英语：Vatel (film)）

#### 電視影集
- 監獄風雲（米格爾·阿爾瓦雷斯〈柯克·埃斯沃多〉）[注 3]
- 三國演義（夏侯惇）※NHK-BS2版。

#### 動畫
- 搗蛋三傻（艾迪〈初代日語配音〉[5]）
- 菲力貓（Klang將軍）
- ReBoot（英语：ReBoot） ※Cartoon Network版。
- 南方公園 (第3季)（猴仔）
- X戰警：進化

## 腳註

## 外部連結
- 清水敏孝｜Mausu Promotion，存于 （日語）
- （日語）—WEB THE TELEVISION（日语：ザテレビジョン）
- （日語）—goo人名事典
- 清水敏孝 （页面存档备份，存于） （日語）—KINENOTE
- 清水敏孝 （页面存档备份，存于） （日語）—MOVIE WALKER PRESS（日语：MOVIE WALKER PRESS）
- 清水敏孝 （页面存档备份，存于） （日語）—電影.com（日语：映画.com）
- 清水敏孝 （页面存档备份，存于） （日語）—allcinema（日语：allcinema）
- 日本電影數據庫（JMDb）上清水敏孝的資料（日語）